# Vitrac-en-Viadène
Vitrac-en-Viadène è un comune francese soppresso e frazione del dipartimento dell'Aveyron della regione dell'Occitania. Dal 1º gennaio 2016 si è fuso con i comuni di Alpuech, Graissac, Lacalm, La Terrisse e Sainte-Geneviève-sur-Argence per formare il nuovo comune di Argences-en-Aubrac.

## Società

### Evoluzione demografica
Abitanti censiti